# Еуген фон Бем-Баверк
Еуген Ритер фон Бем-Баверк ( ; Брно, 12. фебруар 1851 — Крамзах (Kramsach), 27. август 1914) био је аустријски економиста који је дао значајан допринос развоју Аустријске школе економије и неокласичне економије. Служио је са прекидима као аустријски министар финансија између 1895. и 1904. године. Написао је и опсежне критике марксизма.

## Биографија
Док је студирао права на Универзитету у Бечу, Бем-Баверк је прочитао Принципе економије Карла Менгера и постао присталица његових теорија, иако никада није студирао код њега. Јозеф Шумпетер оценио је Бем-Баверка као „одушевљеног Менгеровог ученика коме није потребно да тражи друге утицаје“. Током свог боравка на Бечком универзитету, постао је добар пријатељ са Фридрихом фон Визером, који му је касније постао зет. После Беча, студирао је политичку економију и друштвене науке на универзитетима у Хајделбергу, Лајпцигу и Јени код професора Карла Книса, Вилхелма Рошера и Бруна Хилдебранда.
Након завршетка студија 1872. године, ступио је у аустријско Министарство финансија. Био је на разним функцијама до 1880. године, када је стекао квалификацију приватног доцента политичке економије у Бечу. Следеће године је, међутим, своје услуге пренео на Универзитет у Инзбруку, где је 1884. постао професор. До 1889. године је остао у Инзбруку и за то време, објавио прва два од три тома свог ремек дела Капитал и камате.
Године 1889. Бем-Баверк је постао саветник у Министарству финансија у Бечу и представљао је владу у Доњем дому по свим питањима опорезивања. Сачинио је предлог реформе директног пореза. Аустријски систем у то време је високо опорезовао производњу, посебно током рата, што је значајно обесхрабривало улагања. Бем-Баверк је предложио модеран порез на доходак, који је убрзо одобрен и показао се као успешан у наредних неколико година.
Бем-Баверк је накратко постао аустријски министар финансија 1895. године. После другог кратког периода на тој функцији, након свог трећег именовања на ту функцију, остао је на њој од 1900. до 1904. године. Тамо се непрестано борио за стриктно одржавање законски утврђеног златног стандарда и за уравнотежен буџет. Године 1902. укинуо је субвенцију за шећер, коју је аустријска привреда примењивала скоро два века. Коначно је поднео оставку 1904. године, када су повећани фискални захтеви војске запретили да дебалансирају буџет. Економски историчар Александер Гершенкрон критиковао је његову неспремност да троши велике количине новца на јавне радове. Јозеф Шумпетер је похвалио Бем-Баверкове напоре ка „финансијској стабилности земље“. 
Године 1897, Бем-Баверк је постао амбасадор на немачком двору. Године 1899. уздигнут је у горњу комору (Кућа једнаких). Године 1907. постао је потпредседник, а 1911. председник Аустријске академије наука. 

## Критика марксизма
Написао је опсежне критике економије Карла Маркса 1880-их и 1890-их, а неколико истакнутих марксиста — укључујући Рудолфа Хилфердинга — присуствовало је његовом семинару 1905–06. Наставном раду вратио се 1904, на Универзитету у Бечу. Његови бројни ученици тамо су били Јозеф Шумпетер, Лудвиг фон Мизес и Хенрик Гросман. 
Први том капиталног дела Капитал и камате који је Лудвиг фон Мизес прогласио „најистакнутијим доприносом модерној економској теорији“, носио је наслов Историја и критика Теорије интереса, у издању (1884) Универзитетске издавачке куће Вагнер. То је исцрпна студија алтернативних третмана камата: теорије употребе, теорије продуктивности, теорије апстиненције и тако даље.
Бем-Баверк је критиковао Марксове теорије експлоатације, тврдећи да капиталисти не експлоатишу своје раднике; они заправо помажу запосленима тако што им обезбеђују приход знатно унапред од прихода од робе коју производе, наводећи: „Рад не може повећати свој удео на рачун капитала“. Конкретно, он је тврдио да марксистичка теорија експлоатације занемарује димензију времена у производњи, о којој је расправљао у својој теорији кружног тока, и да ће прерасподела профита из капиталистичких индустрија поткопати значај каматне стопе као виталног алата за монетарну политику. Из ове критике следи, према Бем-Баверку, да целокупну вредност производа не производи радник, већ да рад може бити плаћен само по садашњој вредности било ког предвидивог резултата.
У књизи Карл Маркс и крај његовог система (1896) Бем-Баверк пише о Марксовој анализи вредности, тврдећи да је основна грешка у Марксовом систему резултат самопротивуречности Марксовог закона вредности, односно како стопа профита и цене производње у трећем тому Марксовог Капитала противрече Марксовој теорији вредности у првом тому. Он такође напада Маркса због умањивања утицаја понуде и тражње у одређивању трајне цене и због намерне двосмислености са таквим концептима.
Бем-Баверкова Позитивна теорија капитала (1889), коју је на енглески превео Вилијам Смарт као Positive Theory of Capital (1892), понуђена као други том Капитала и камата, пише о дуготрајним процесима производње и како ови утичу на отплате камата. Даљи есеји о капиталу и каматама (1921) био је трећи том, који је настао са додацима другом тому. Књига III (део другог тома), Вредност и цена, развија Менгерове идеје о маргиналној корисности изнесене у књизи Принципи економије, где тврди да је идеја субјективне вредности повезана са маргинализмом, у смислу да ствари имају вредност само онолико колико људи желе те ствари. 
Да би илустровао принцип, Бем-Баверк је искористио практичан пример фармера који након жетве остане са пет џакова кукуруза да обезбеди своје потребе до следеће жетве: 
Као штедљива душа, он прави планове за коришћењ ових џакова током године. Једна врећа му је потребна за живот до следеће жетве. Неопходна му је друга врећа да допуни свој голи живот до те мере да остане здрав и јак. Више кукуруза од овога, у облику хлеба и брашнасте хране, он не жели. С друге стране, било би врло пожељно имати нешто животињске хране, па зато издваја, трећи врећу за исхрану живине. Четврту врећу је одредио за прављење жестоких алкохолних пића. Претпоставимо... да не може смислити ништа боље да уради са петом врећом него да нахрани неколико папагаја, који га забављају. Наравно, ови различити начини употребе кукуруза нису једнаки по важности.... И сада, стављајући се у машту на становиште фармера, питамо се, колико ће у овим околностима, у погледу његовог благостања, вредети један џак кукуруза?

... Колико ће се вредности изгубити ако се изгуби врећа кукуруза? Претпоставимо да ово детаљно изведемо. Очигледно наш сељак не би био много мудар када би помислио да изгубљену врећу одузме од сопствене потрошње, и угрозио своје здравље и живот док је користио кукуруз као и раније за печење ракије и исхрану папагаја. Узимајући у обзир, морамо видети да је само један пут замислив: са четири преостале вреће, наш фармер ће обезбедити четири најхитније групе жеља, и одустати само од задовољења последње и најмање важне, граничне корисности – у овом случај, држање папагаја.
Бем-Баверкову критику Марксових теорија критиковали су марксистички економисти попут Николаја Бухарина. У својој Економској теорији слободног времена (1927), Бухарин је тврдио да су Бем-Баверкове аксиоматске претпоставке о слободи појединца у његовим субјективистичким теоријама погрешне јер се економски феномени могу схватити само под призмом кохерентне, контекстуализоване историјске анализе друштва, као што је Марксова анализа. Насупрот овом мишљењу, аустријски економисти су Бем-Баверкову критику Маркса сматрали коначном.
Многа Бем-Баверкова дела је у Сједињеним Државама објавио индустријалац из Чикага и страствени либертаријанац Фредерик Најмајер, преко Либертариан Преса, америчког огранка Аустријске школе економије.

## Теорија импутације
Између 1880. и 1947. Бем-Баверк је радио на теорији импутације коју је први објаснио Карл Менгер између 1840. и 1921. године. У теорији се наводи да су цене фактора одређене ценама производње. Бем-Баверк је дао варијацију теорије која је циљала на предузетнике, поделивши је на три случаја: 1. где комбинација фактора а + б постоји тако да ни а ни б као изоловани субјекат уопште не производе вредност. Дакле, ако би а или б били на губитку, други део "групе" постаје потпуно безвредан. Ово имплицира да сваки фактор може имати вредност целе групе или алтернативно не може имати никакву вредност (Каудер 179). 2. Где комбинација а + б + ц постоји тако да сваки комад има алтернативно две вредности са малом или нижом корисношћу. Тада се две вредности сматрају максималном и минималном. Где је максимум вредност групе, а минимум вредност сваког појединачног ентитета који се користи посебно. „Претпоставимо да се преостала рукавица може користити за полирање сребрног посуђа. Тада је максимум вредност целог пара минус употреба као полир, а минимум је вредност као полир“ (Каудер 179). 3. Ово само говори како два комплементарна добра могу наћи употребу изван првобитне комбинације и оригинална комбинација може бити сачувана заменом продуктивних елемената, који су изгубљени другим факторима.

## Смрт и сахрана
Бем-Баверк је умро 1914. године. Сахрањен је на Средишњем бечком гробљу (Група 32 A, Број 52). Њему у част, држава Аустрија ставила је његов лик на новчаницу од сто шилинга, која је била у оптицају од 1984. до увођења евра 2002. године.